# 2012년 하계 올림픽 배드민턴
2012년 런던 올림픽 배드민턴 토너먼트는 7월 28일부터 8월 5일까지 웸블리 아레나에서 열렸다.
총 172명의 선수가 남자 단식, 여자 단식, 남자 복식, 여자 복식, 혼합 복식 등 5개 종목에 출전했다. 여자 복식 토너먼트는 비윤리적인 플레이로 인해 조별 예선에서 여러 차례 실격 처리되었다.
금메달은 모두 중국 선수들이 차지했다. 중국팀은 은메달 2개와 동메달 1개를 획득해 총 8개로 메달 순위 1위를 차지했다. 덴마크는 은메달 1개, 동메달 1개로 2위를 차지했다.

## 참가국
- 오스트레일리아 (5)
- 오스트리아 (2)
- 벨라루스 (1)
- 벨기에 (2)
- 불가리아 (1)
- 캐나다 (4)
- 중화인민공화국 (17)
- 체코 (2)
- 덴마크 (9)
- 이집트 (1)
- 에스토니아 (1)
- 핀란드 (2)
- 프랑스 (2)
- 독일 (6)
- 영국 (4) 주최
- 과테말라 (1)
- 홍콩 (4)
- 아이슬란드 (1)
- 인도 (5)
- 인도네시아 (9)
- 아일랜드 (2)
- 이스라엘 (1)
- 이탈리아 (1)
- 일본 (11)
- 리투아니아 (1)
- 말레이시아 (6)
- 몰디브 (1)
- 멕시코 (1)
- 네덜란드 (1)
- 노르웨이 (1)
- 페루 (2)
- 폴란드 (6)
- 포르투갈 (2)
- 러시아 (6)
- 싱가포르 (4)
- 슬로바키아 (1)
- 슬로베니아 (1)
- 남아프리카 공화국 (4)
- 대한민국 (12)
- 스페인 (2)
- 스리랑카 (2)
- 수리남 (1)
- 스웨덴 (1)
- 스위스 (1)
- 중화 타이베이 (8)
- 태국 (6)
- 튀르키예 (1)
- 우간다 (1)
- 우크라이나 (2)
- 미국 (3)
- 베트남 (1)